# Comitetul Național Român (1918)
Comitetul Național Român a fost o organizație care în perioada 1917-1918 a militat pentru unitatea națională a poporului român.

## Context și activitate
În cadrul mișcării naționale de reunificare a României Mari, mai multe comitete naționale, cu diferite grade de reprezentativitate, și-au făcut apariția în România și provinciile românești neunite cu țara, dar și în străinătate, în țări precum Statele Unite ale Americii și Rusia.
Regatul României a înființat la Paris, încă din ianuarie 1917, Comitetul Național Român – mai exact: Le Comité National de l'Unité Roumaine - , un organism al cărui scop era promovarea internațională a dreptului poporului român la unitatea națională.
Comitetul era prezidat de Take Ionescu și a fost recunoscut oficial de guvernele puterilor aliate ca organ plenipotențial al națiunii române; Republica franceză l-a recunoscut la 12 octombrie 1918, Victor Antonescu fiind ministru al României în Franța .
Acest Comitet Național Român de la Paris reunea trei misiuni:
- o misiune parlamentară prezidată de Toma Stelian
- o misiune universitară, în fruntea căreia se găseau profesorii Nicolae Titulescu, George G. Mironescu, Ermil Pangrati
- o misiune a românilor din Transilvania, prezidată de preotul Vasile Lucaci

Organul oficial al acestul Comitet era jurnalul « La Roumanie », fondat de Pavel Brătășanu și condus de Constantin Banu, Constantin Mille și Emil D. Fagure.
Mai făceau parte din Comitetul de la Paris: Traian Vuia, Octavian Goga, Nicolae Petrescu-Comnen, Ioan C. Cantacuzino și alții.  Rolul membrilor lui era acela de a milita în fața opiniei publice internaționale pentru dreptul poporului român la unitate națională.
În Transilvania, Consiliul Național Român Central se afla la Arad din octombrie 1918. Acest Comitet Central a fost cel care a pregătit Marea Adunare Națională de la Alba Iulia, 1 decembrie 1918 și cel care a proclamat unirea Ardealului cu România.